# 确定准许使用儿童于工业工作的最低年龄公约
确定许使用儿童于工业工作的最低年龄公约(英語：Minimum Age (Industry) Convention (Revised))是1937年6月22日第二十三届国际劳工大会通过的一项公约，又称1937年最低年龄（工业）公约（修正），是国际劳工组织第59号公约(C059)。公约于1941年2月21日生效。

## 内容
公约第二条规定受雇用或工作在任何工业企业或其分部的儿童年龄不得低于十五岁。

## 例外
公约第二条、第三条规定了两种例外：
1. 受雇用于所雇佣者仅为雇主家属的企业的儿童，且获国家法律条例准许；
2. 在技术学校工作的儿童，且工作经政府核准并受其监督。

## 批准情形
截至目前，已有36个国家批准该公约，但包括中国在内的大部分缔约国根据1973年准予就业最低年龄公约自动退出了本公约，目前公约仅对8个国家生效。